# 梓村
梓村（あずさむら）は長野県南安曇郡にあった村。現在の松本市梓川梓・梓川上野にあたる。

## 地理
- 山：城山、本神山、七日山、金比良山、黒沢山、金松寺山、穴沢山、大明神山
- 河川：梓川

## 歴史
- 1873年（明治7年）9月5日
  - 筑摩県安曇郡上角影村・下角影村・小室村・大久保村・丸田村・北条村・杏村・立田村が合併して梓村となる。
  - 筑摩県安曇郡焼山村・花見村・寺家村・田屋村・中村が合併して上野村となる。
- 1876年（明治9年）8月21日 - 梓村・上野村が長野県の所属となる。
- 1878年（明治11年）1月4日 - 郡区町村編制法の施行により、梓村・上野村が南安曇郡の所属となる。
- 1889年（明治22年）4月1日 - 町村制の施行により、梓村・上野村の区域をもって梓村が発足。
- 1955年（昭和30年）4月1日 - 倭村と合併して梓川村が発足。同日梓村廃止。

## 出身有名人
- 三村壽八郎
- 金井為一郎